# Beast Boy
Beast Boy (a volte chiamato semplicemente B.B.), il cui vero nome è Garfield Mark "Gar" Logan, è un personaggio dei fumetti statunitensi pubblicati dalla DC Comics creato da Arnold Drake e Bob Brown sulle pagine di Doom Patrol n. 99 (novembre 1965). Nell'ottobre 1980 sulle pagine di DC Comics Presents n. 26 è stato presentato come Changeling, creato da Marv Wolfman e George Pérez.

## Biografia del personaggio
Il nome originale di Beast Boy era Garfield Mark Logan, figlio di due ricercatori che vivevano in Africa, per studiare gli animali e il loro DNA. Stando in Africa, Garfield, ancora bambino, contrae un virus chiamato sakutia, rarissimo e soprattutto incurabile per gli umani, mentre gli animali sono in grado di sopravvivere. Per salvarlo, i suoi genitori gli inietteranno un mix di DNA di animali differenti, riuscendo a salvargli la vita, ma a caro prezzo.
Garfield viene modificato geneticamente e cominciano dei cambiamenti nella sua personalità: la caratteristica più evidente è la pelle che prende un colore verde, alcune sue abitudini diventano molto animalesche, non riesce più a mangiare la carne e si nutre perciò solamente di vegetali. Acquista anche il particolare potere di trasformarsi in qualunque animale, mantenendo sempre il colore verde, tuttavia c'è un limite: più grande è l'animale, meno tempo può restare in quella forma e più resistenza perderà.
Garfield perde i genitori in un'escursione ad un fiume, mentre lui verrà allevato temporaneamente da un amico dei suoi genitori, re Tawaba, un capo tribù africano. Il dottore-stregone di Tawaba, Mobu, geloso dei Logan e della loro grande impresa nel salvare il figlio, assume due mercenari americani per ucciderlo, e in cambio avrebbe rivelato loro dove si trovasse il tempio dorato. Il tempio crollò, uccidendo lui e intrappolando Garfield, salvato poi dai due criminali. Verrà portato in America, dove usufruiranno della sua capacità, sulla strada del crimine. Una volta che i due verranno arrestati, lui finirà in strada, ma verrà salvato da Elasti-Girl e da Mento, membri della Doom Patrol, che lo porteranno nel loro gruppo, adottandolo, e lì prenderà il nome di Beast Boy. L'unico neo sarà che Nicholas Galtry, suo patrigno, tenterà di ucciderlo continuamente, per impadronirsi dell'eredità che i genitori gli hanno lasciato. Dopo la morte della Doom Patrol (e quindi anche della madre adottiva) Garfield scoprirà l'amore per la recitazione e proverà a sfondare ad Hollywood. In questo periodo della sua vita si unirà anche ad una branca esterna del supergruppo dei Giovani Titani, operante sulla costa ovest degli Stati Uniti.
Dopo lo scioglimento del gruppo, Garfield cambierà nome sotto consiglio del suo agente, prendendo il nome di Changeling e si unirà alla versione "principale" dei Titani, per sconfiggere il padre demoniaco dell'empate Raven. Durante la sua permanenza nel gruppo stringerà una forte amicizia con tutti i membri, ma soprattutto con Cyborg. Per un certo periodo inoltre, Changeling avrà un interesse amoroso verso la geocinetica Terra, che arriverà anche a baciarlo, per rivelarsi poi una traditrice al soldo del mercenario Deathstroke, di cui era anche l'amante.
Per un breve periodo inoltre, a causa di alcune radiazioni, si ritroverà in grado di trasformarsi in una serie di mostri demoniaci, a causa dell'infezione del misterioso "seme di Trigon", creato da Raven che sta cedendo sempre di più al suo lato demoniaco. Garfield riuscirà a purificarsi grazie al suo gruppo e tornerà ai suoi poteri originali. Resterà coi Titani fino a quando non deciderà di darsi alla recitazione a tempo pieno.
Dopo essersi riunito alla Doom Patrol comandata dal padre adottivo Mento, si unirà ad una nuova formazione di Titani, assieme a Cyborg ed Starfire. La sua maturazione non passerà inosservata, tanto da renderlo in seguito il leader del gruppo. Allo stesso tempo inizierà una relazione con Raven, dopo che lei è ritornata in vita nel corpo di una sedicenne.

## Poteri e abilità
Di per sé, Beast Boy dispone di forza, resistenza, velocità, agilità e riflessi notevoli. Tuttavia, il suo principale potere risiede nel potersi trasformare a comando in qualunque forma di vita animale originaria del nostro pianeta (anche estinta), acquisendone fattezze, caratteristiche e capacità, ma mantenendo inalterati il suo intelletto, la sua memoria, la sua personalità, la capacità di parlare ed il suo caratteristico colorito verde. Riesce anche a trasformarsi in numerosi piccoli animali o protisti contemporaneamente. Può anche regredire a comando alla sua normale forma umana se qualche fattore esterno lo costringe in una delle sue possibili forme. La trasformazione avviene in appena un secondo e non è affatto dolorosa, ma stare troppo tempo sotto forma di un animale molto grande tende a stancarlo (in ogni caso, più grande è l'animale che diventa meno tempo potrà trascorrere in quella forma). Ogni suo cambio di aspetto rigenera qualsiasi danno fisico subìto nella forma precedente, cosa che lo rende estremamente difficile da ferire.
Garfield è molto abile nelle arti marziali e nel combattimento corpo a corpo, addestrato sin dai tempi dei Teen Titans da Dick Grayson (in cui vestiva i panni del primo Robin), e successivamente anche negli Outsiders continuerà l'addestramento con Dick Grayson divenuto Nightwing e leader del nuovo gruppo.

## Altri media

B.B. nella seria animata Teen Titans Go!

- È uno dei protagonisti del gruppo dei Giovani Titani nelle serie animate Teen Titans e Teen Titans Go!, dove viene spesso chiamato B.B., abbreviazione di Beast Boy. Qui appare come un ragazzo ingenuo ma anche simpatico, avido mangiatore di tofu (essendo vegetariano) e amante degli scherzi, cosa che lo porta a essere spesso ripreso e sgridato dai compagni di squadra. La sua parte scherzosa e la sua stupidità vengono accentuate in Teen Titans Go!, dove viene spesso visto in coppia con Cyborg.
- Compare nella prima stagione di Young Justice unicamente nell'episodio Immagine ideale e nella seconda stagione in cui figura tra i protagonisti. Qui le sue origini vengono cambiate, infatti ottiene i suoi poteri non a causa dei suoi genitori ma di Miss Martian che per salvargli la vita modifica il suo sangue per adattarlo a quello di Garfield e trasmettendogli in qualche modo l'abilità marziana di trasformarsi, anche se solo in bestie.
- Dal 2018 è interpretato da Ryan Potter nella serie Titans.